# Doskonalenie szczepów mikroorganizmów
Doskonalenie szczepów mikroorganizmów – zwiększanie u mikroorganizmów wydajności biosyntezy pożądanych produktów i/lub ulepszanie ich własności technologicznych.
Naturalne szczepy mikroorganizmów wytwarzają pożądane metabolity zazwyczaj w niewielkich ilościach i zastosowanie ich w procesach biotechnologicznych, w produkcji przemysłowej jest nieopłacalne. Z tego względu poszukiwane są szczepy o szybkim wzroście i wysokiej aktywności metabolicznej. Oprócz ulepszania szczepów na zwiększenie wydajności wpływa optymalizacja składu pożywki i warunków hodowli. Dzięki tym zabiegom wydajność produkcji penicyliny od czasów Fleminga zwiększyła się co najmniej 20 tys. razy.
Poza zwiększoną wydajnością wytwarzania pożądanego produktu, bierze się pod uwagę następujące aspekty:
- możliwość wykorzystania tanich pożywek i zdolność jej efektywnego wykorzystania[1][2];
- niewytwarzanie niepożądanych produktów ubocznych[1];
- łatwość wyizolowania produktu[2] (np. wytwarzanie pożądanej substancji pozakomórkowo[1]);
- tolerancja na wysokie stężenia wytwarzanego produktu gromadzącego się w pożywce[1];
- stabilność cech, odporność na infekcje, zdolność do wzrostu w aparaturze przemysłowej[2].

## Źródło materiału wyjściowego do doskonalenia szczepów
Materiałem wyjściowym do doskonalenia są czyste kultury z kolekcji szczepów o znanej charakterystyce lub szczepy pozyskane ze środowiska naturalnego. W tym drugim przypadku trzeba wykryć i wyizolować spośród bardzo dużej liczby mikroorganizmów te, które spełniają stawiane im wymagania. Poszukiwanie odpowiednich szczepów w środowisku (tzw. screening) składa się z następujących etapów:
- wybór miejsca, w którym mogą występować potencjalnie pożądane mikroorganizmy i pobranie próbek;
- wstępna obróbka próbek;
- namnażanie mikroorganizmów i selekcja czystych kultur;
- testowanie przydatności wyizolowanych szczepów do danego procesu[2].

W hodowli tworzy się warunki korzystne dla wzrostu pożądanego mikroorganizmu. Przykładowo podgrzanie próbek do temperatury powyżej 100 °C daje możliwość wyselekcjonowania bakterii przetrwalnikujących, a stosując etanol jako główne źródło węgla i dobre natlenienie, stwarza się sprzyjające warunki dla bakterii z rodzaju Acetobacter (bakterii kwasu octowego). Warunki takie uniemożliwiają lub utrudniają wzrost innych bakterii, co umożliwia selekcję.
Szczególnie przydatne w biosyntezie metabolitów mogą być auksotrofy, np. z przerwanym łańcuchem syntezy jakiegoś pośredniego metabolitu. W ten sposób osiągnąć można nadprodukcję innego metabolitu pośredniego.

## Metody doskonalenia szczepów
Wyróżnia się klasyczne metody ulepszania szczepów, obejmujące mutagenezę, selekcję, hybrydyzację naturalną, fuzję protoplastów, oraz nowoczesne, które wykorzystują techniki inżynierii genetycznej.

### Mutageneza
Metoda polega na wywoływaniu mutacji i selekcji mutantów o polepszonych cechach. Naturalne mutacje (mutacje spontaniczne) zachodzą z częstością 10−4 do 10−11. Częstość mutacji można jednak zwiększyć przez działanie mutagenów na komórki (mutacje indukowane). Zwykle stosowane są analogi zasad azotowych (np. 5-bromouracyl, 2-aminopuryna), związki alkilujące, kwas azotowy(III), hydroksyloamina, barwniki akrydynowe, promieniowanie ultrafioletowe i jonizujące. Najczęściej używa się promieniowania ultrafioletowego o długości fal 254–265 nm ze względu na łatwość użycia, łatwość dozowania dawek, powtarzalność warunków i wysoką częstotliwość mutacji.
Po mutagenezie stosuje się selekcję polegającą na wyodrębnieniu komórek o pożądanych cechach. Przykładowo mutanty odporne na antybiotyki, toksyny czy bakteriofagi można łatwo wyizolować, dodając te czynniki do pożywki. Tylko mutanty na nie odporne będą w stanie przeżyć. W pożywce można stosować różne indykatory, np. wskaźniki pH, jeśli poszukuje się szczepu produkującego kwasy. W przypadku mutantów auksotroficznych posiewa się je na pożywce kompleksowej, a wyrosłe kolonie mikroorganizmów odciska się i ponownie posiewa za pomocą metody „stempla” na pożywkę minimalną oraz dalej na inne pożywki, różniące się obecnością różnych związków odżywczych.
Mutageneza nie działa kierunkowo i pomimo wzmocnienia jakichś pożądanych cech może doprowadzić do utraty innych.

### Hybrydyzacja
W procesie hybrydyzacji naturalnej w wyniku fizycznego kontaktu komórek możliwa jest wymiana odcinków DNA, dzięki czemu powstają rekombinanty. Warunkiem jest jednak bliskie pokrewieństwo filogenetyczne organizmów. Ograniczenia te można jednak ominąć, stosując fuzję protoplastów lub sferoplastów (tzw. hybrydyzacja somatyczna). W procesie tym po usunięciu ściany komórkowej mikroorganizmu stosuje się glikol polietylenowy (PEG) i jony Ca2+
 w celu inicjacji procesu fuzji. Początkowo powstaje heterokarion, następnie zachodzi kariogamia, dając jednojądrowe hybrydy – synkariony.

### Technologie rekombinacji DNA
Technologie inżynierii genetycznej umożliwiają w pełni kontrolowaną manipulację materiałem genetycznym mikroorganizmów. Otrzymywane są w ten sposób organizmy transgeniczne, np. bakterie Escherichia coli wytwarzające ludzką insulinę lub interferon. Kolejnym przykładem są modyfikowane genetycznie szczepy tej bakterii produkujące wielokrotnie więcej treoniny w porównaniu ze szczepami niemodyfikowanymi.